# Rüdiger Krause (Geistlicher)
Rüdiger Krause (* 29. Dezember 1960) ist ein deutscher Geistlicher der Neuapostolischen Kirche und seit dem 5. Dezember 2010 Bezirksapostel und zeitgleich Kirchenpräsident der Neuapostolischen Kirche Nord- und Ostdeutschland. 
Er ist für die neuapostolischen Gemeinden in Bremen, Dänemark, Estland, Finnland, Grönland, Großbritannien, Hamburg, Irland, Island, Mecklenburg-Vorpommern, Norwegen, Schleswig-Holstein und Schweden verantwortlich. 

## Leben
Rüdiger Krause stammt aus Hamburg und wohnt nunmehr in Norderstedt. Er ist mit seiner Gattin Doris seit 1982 verheiratet und hat gemeinsam mit ihr zwei erwachsene Söhne. Das Paar erhielt am 9. September 2007 den Segen zur Silbernen Hochzeit in Hamburg-Eppendorf durch Stammapostel Wilhelm Leber.
Bis 2003 war er beruflich bei der Hamburger Kriminalpolizei und ehrenamtlich in verschiedenen Amtsstufen tätig und wechselte kurz nach seiner Ordination zum Bischof in den hauptamtlichen Kirchendienst der Neuapostolischen Kirche.

## Ämter und Aufgaben in der Neuapostolischen Kirche
Rüdiger Krause wurde 1982 zum Unterdiakon ernannt. Im Jahr 1990 war er ein christlicher Priester und Vorsteher für die Gemeinde Norderstedt. 1991 war er Evangelist für die Gemeinde Norderstedt. Er war ab 1992 Bezirksevangelist für den Bezirk Hamburg-Mitte und dort ab 1994 auch Bezirksältester nach der Gebietsreform. Im April 2002 wurde er zum Bischof ernannt und am 10. Juli 2005 Apostel. Er übernahm in Nachfolge von Karlheinz Schumacher das Amt des Bezirksapostels für Norddeutschland am 10. Dezember 2010. Dieses Amt wurde ausgedehnt, sodass er ab dem 19. Juni 2016 für Nord- und Ostdeutschland beauftragt ist.